# آوگوست نایدهارت فن گنایزناو
آوگوست نایدهارت فن گنایزناو  (انگلیسی: August Neidhardt von Gneisenau؛ ۲۷ اکتبر ۱۷۶۰ – ۲۳ اوت ۱۸۳۱) یک فرد نظامی اهل آلمان بود.